# Amata geon
Amata geon là một loài bướm đêm thuộc phân họ Arctiinae, họ Erebidae.